# La Convención (tỉnh)
Tỉnh La Convención (tiếng Tây Ban Nha: Provincia de La Convención) là một tỉnh thuộc vùng Cusco của Peru. Tỉnh La Convención có diện tích 30062 km², dân số thời điểm theo điều tra dân số ngày 11 tháng 7 năm 1993 là 157240 người. Tỉnh lỵ đóng ở Quillabamba.